# Governatorato di Kafr el-Sheikh
Il governatorato di Kafr el-Sheikh (o Kafr el-Shei, in arabo  محافظة كفر الشيخ‎?, Muḥāfaẓat Kafr al-Šaykh) è un governatorato dell'Egitto. Prende il nome dal suo capoluogo, Kafr el-Sheikh. Si trova nella zona del Delta del Nilo, a nord della capitale Il Cairo. Nella parte nord si trova il lago salmastro di Burullus.
Il governatorato comprende 10 città:

Mappa del Governatorato di Kafr el-Sheikh

- Kafr el-Sheikh
- Desouk
- Beila
- Kellien
- Metobas
- Al Riad
- Foah
- Balteem
- Saiedy
- Al Hamool